# Ліпники (Куявсько-Поморське воєводство)
Ліпники (пол. Lipniki, нім. Lindendorf) — село в Польщі, у гміні Біле Блота Бидґозького повіту Куявсько-Поморського воєводства.
У 1975-1998 роках село належало до Бидгощського воєводства.